# Heinz Holtgrefe
Heinz Holtgrefe (* 1949 in Bremen) ist ein deutscher Autor, Journalist und Fotograf.

## Leben
Als Jugendlicher begann Holtgrefe, in einer eigenen Dunkelkammer zu arbeiten. Nachdem er 1968 nach Berlin umgezogen war, beteiligte er sich dort an mehreren Fotoausstellungen, lehrte an Volkshochschulen Fotografie und unternahm zahlreiche Fotoreisen ins Ausland. Im Jahr 1976 legte er das Abitur ab und begann anschließend bei der B.Z. seine journalistische Laufbahn. Er zog 1979 nach Lilienthal und erhielt eine Anstellung in der Bremen-Redaktion der Bild–Zeitung. Im Anschluss war er Mitbegründer des Bremen Magazin und wechselte 1982 als Redakteur für Landes- und Kommunalpolitik zu den Bremer Nachrichten. Nach der Zusammenlegung der Lokalredaktion mit jener des Weser-Kurier stieg Holtgrefe in der Ressorthierarchie auf. Im Jahr 1997 – nach der Genesung von einer schweren Erkrankung – verlegte er sich wieder auf die Arbeit als einfacher Redakteur und mit Schwerpunkten auf den Bereichen Einzelhandel, Wohnungswirtschaft, Lebensmittel und Gastronomie.
Bekannt wurde Holtgrefe durch zwei wöchentliche Kolumnen: Seit 1983 erscheint seine Rezepteserie Pott und Pann, in welcher er schon über 1.000 Kochvorschläge veröffentlicht hat, und seit 1989 ist er Autor von Mahlzeit zusammen!, einer angesehenen Restaurantkritik. Für diese hat Holtgrefe bisher rund 1.000 Tests in Bremen und der näheren Umgebung durchgeführt. Einige Kritiken fanden Eingang in den Schlemmer Atlas. Redaktionsintern nannte man ihn „Dosen-Heinz“, geprägt vom langjährigen Grafiker der Bremer Nachrichten, Heinz Fuchs. 
Heinz Holtgrefe, der auch Fotokalender veröffentlicht, ist seit 1976 verheiratet und Vater zweier Kinder.

## Werke
- Heinz Holtgrefe, Jochen Mönch: Bremen von oben. Wirtschaftsverlag NW, Bremen, 1981, ISBN 3-88314-182-8
- Heinz Holtgrefe, Adolf Bloch: Bremen im Bild – 1985 mit Jahreschronik. Schünemann Verlag, Bremen, 1985
- Das Beste aus Pott un Pann. Edition Temmen, Bremen, 1993, ISBN 3-86108-676-X
- Das Neueste aus Pott un Pann. Edition Temmen, Bremen, 2002, ISBN 3-86108-680-8
- Das Beste aus Pott un Pann / Das Neueste aus Pott un Pann. Edition Temmen, 2002, ISBN 3-86108-690-5 (Doppelband, der die beiden vorherigen Bücher zusammenfasst)
- Mahlzeit zusammen!. Bremer Tageszeitungen AG, Bremen, 2004
- Arne Petschat (Autor), Robert Geipel und Heinz Holtgrefe (Fotos): Licht und Schatten – Gedichte aus dem Wunderland Spiekeroog. Inselzauber Medien, Bremen, 2009, ISBN 978-3938737408